# Whyzdom
Whyzdom est un groupe de metal symphonique français, originaire de Paris, en Île-de-France. Leur premier album From the Brink of Infinity sort en 2009, suivi par Blind? en 2012, Symphony for a Hopeless God en 2015, As Time Turns To Dust en avril 2018 et Of Wonders And Wars en septembre 2021.

## Biographie

### Débuts (2007–2010)
Whyzdom est formé en 2007, par Vynce Leff, connu dans le milieu du rock progressif par sa production de plusieurs albums pour le label britannique Cyclops Records. Il est rapidement rejoint par Telya Melane chanteuse lead du groupe Attraction Theory et actrice, puis par les autres membres du groupe. Le groupe se présente au public en 2008, avec leur EP Daughter of the Night, distribué par Nightwish-France. Le groupe obtient plusieurs récompenses, dont le titre de « Meilleur groupe français 2008 » par Metalsymphonique.com et celui de « Meilleur EP » par HeavyLaw.com. La même année, ils remportent le concours du Metal Female Voices Fest.
L'année 2009 est marquée par la sortie de leur premier album, From the Brink of Infinity, le 21 septembre 2009. Cet album est publié par leur nouveau label, le britannique Ascendance Records. À l'occasion de cette sortie, le groupe de metal symphonique néerlandais Delain les invite à assurer la première partie de leur tournée en France et en Espagne, pour un total de sept dates. Telya Melane sera même amené à remplacer Charlotte Wessels sur une date en Espagne. Ils participent également au Metal Female Voices Fest, le 17 octobre 2009.
L'année 2010 est marquée par le départ, en juin, de la chanteuse Telya Melane qui décide d'explorer d'autres univers musicaux  (Rebirth, Elferya, comédie musicale) jusqu'à sa rencontre marquante avec le guitariste et producteur Didier Chesneau (ex-Headline) avec lequel elle co-fonde leur projet de rock/metal alternatif français : Attraction Theory. Quelques semaines plus tard, le groupe annonce que Lisa Middelhauve, ex-chanteuse du groupe allemand Xandria, rejoindra Whyzdom en tant que chanteuse invitée pour le Raismes Fest, puis à Paris, au Bataclan pour l'ouverture du concert de Tarja Turunen le 10 octobre 2010. Le 2 décembre 2010, le groupe annonce le nom de sa nouvelle chanteuse à plein temps, Clémentine Delauney.

### Blind?(2011–2014)
Après une série de concerts en France et en Europe en 2011, la chanteuse Clémentine Delauney annonce son départ en janvier 2012 pour pouvoir se consacrer à d'autres projets. Plus tard, il s’avérera qu'elle deviendra en effet un membre permanent du groupe autrichien Serenity. Whyzdom annonce que le groupe ne souhaite pas sortir leur deuxième album avec les pistes vocales enregistrées par Clémentine Delauney alors qu'elle a quitté le groupe, et choisit de repousser la sortie de Blind? pour réenregistrer le chant. Le groupe annonce en février 2012 l'arrivée de la chanteuse qui donnera sa voix à l'album : Elvyne Lorient. Le 22 août 2012, une signature avec le label européen Scarlet Records est annoncée. L'album sort le 30 octobre 2012.
Alors qu'Elvyne Lorient n'a pas encore participé à un seul concert avec Whyzdom, elle quitte le groupe, ses études étant incompatibles avec les tournées qui attendent Whyzdom. Le 1er février 2013, le groupe annonce une nouvelle chanteuse solo : Marie Rouyer. Le groupe présente en live son album dans plusieurs pays d'Europe, notamment au festival Dames of Darkness en Angleterre en ouverture des groupes Visions of Atlantis et Delain, au Kraken Metal Fest en Belgique en tête d'affiche, aux Nuits Metal de Mennecy en ouverture de Crucified Barbara, ainsi qu'en Hollande, en Allemagne, en Suisse et en France. L'enregistrement du troisième album est annoncé au début de l'année 2014. Son titre est annoncé en décembre, Symphony for a Hopeless God.

### Symphony for a Hopeless God(2015-2017)
Le troisième album du groupe Symphony for a Hopeless God, chanté par Marie Rouyer, est publié le 17 février 2015. Le groupe est annoncé pour 2015 sur l'affiche de plusieurs festivals internationaux : le festival Dames of Darkness en Angleterre en ouverture de Sirenia, le Dark Mysterious Fest en Italie en ouverture de Cadaveria, le Made of Metal Fest en République tchèque aux côtés de Epica, Tristania, Draconian, le FemME Metal Event en Hollande, aux côtés de Lacuna Coil, Therion, Xandria, Stream of Passion.
Tristan Demurger revient dans le groupe au poste de bassiste, à la suite du départ de Xavier Corrientes. Le clip Tears of a Hopeless God extrait de l'album, est mis en ligne le 16 juin 2015.

### As Time Turns To Dust(2018-2019)
Marie Rouyer figure sous son nom de mariage Marie Mac Leod sur le quatrième album As Time Turns to Dust. Il sort sur le label Scarlet Records le 6 avril 2018. Le vidéo clip du single Armageddon sort sur YouTube le 13 mars 2018, suivi de The Page tourné au Donjon de la Toque à Huriel dans l'Allier, le 5 octobre 2018, et de Fly Away tourné à Paris au sein de célèbres emplacements de Paris (Tour Eiffel, Montmartre, Arc de Triomphe), sorti le 22 novembre 2019.

### Of Wonders And Wars(depuis 2020)
Leur cinquième album Of Wonders And Wars est publié en septembre 2021 et comporte notamment le titre "Notre Dame" commémorant l’incendie de la cathédrale en avril 2019.

## Membres

### Membres actuels
- Marie Mac Leod – chant (depuis 2013)
- Vynce Leff – guitare, orchestration (depuis 2007), basse (depuis 2020)
- Regis Morin – guitare (depuis 2007)
- Nico Chaumeaux – batterie (depuis 2007)

### Anciens membres
- Tristan Demurger – basse (2007–2009, 2015–2019)
- Marc Ruhlmann – claviers (2007–2019)
- Telya Melane ( Constance Amelane )  – chant (2007–2010)
- Xavier Corrientes – basse (2009–2014)
- Clémentine Delauney – chant (2010–2011)
- Elvyne Lorient – chant (2012)

## Discographie

### Albums studio
- 2009 : From the Brink of Infinity
- 2012 : Blind ?
- 2015 : Symphony for a Hopeless God
- 2018 : As Time Turns To Dust
- 2021 : Of Wonders And Wars

### EP
- 2008 : Daughter of the Night

### DVD
- 2016 : Alive